# Veněra 5
Veněra 5 (rusky: Венера-5) byla sonda ze sovětského programu Veněra na výzkum Venuše.
Odstartovala z kosmodromu Bajkonur 5. ledna 1969 v 06:28:00 UTC. Dodatečně získala označení dle katalogu COSPAR 1969-001A.

## Konstrukce
Byla podobná své předchůdkyni Veněře 4, ale byla mohutnější. Její hmotnost byla 1130 kg. Přistávací pouzdro s řadou vědeckých přístrojů mělo hmotnost 405 kg. Sonda nesla také medailón se znakem SSSR a basreliéf s V.I. Leninem na noční straně Venuše.

## Průběh letu
Raketa sondu vynesla na oběžnou dráhu Země. Asi hodinu a půl po startu, při letu nad Afrikou v 07:51 UTC, se Veněra 5 dostala na meziplanetární dráhu díky zapálení posledního stupně nosné rakety (někdy označovaný jako startovací plošina Ťaželyj Sputnik (69-001C) a směřovala k Venuši, aby získala atmosférická data. Během letu 14.3.1969 upravila svou dráhu malou korekcí, přidáním své rychlosti o 9,2 metrů/sec. Když dosáhla atmosféry Venuše na její noční straně, vypustila přistávací pouzdro. Během sestupu k povrchu Venuše byl otevřen padák, který snížil rychlost klesání. 16. května 1969 během snášení na padáku po 53 minut přenášela data o Venušině atmosféře. Naměřené hodnoty udávaly postupný růst teploty na 250 stupňů, tlak postupně stoupal až na 2,7 MPa. To byl také okamžik, kdy pevnost pouzdra další let nevydržela.